# Шаховски турнир АВРО Амстердам 1938.
Турнир је спонзорисан од холандске радио-станице Algemeene Vereeniging Radio Omroep. По јачини је међу првих 10 икада одиграних у свету. Одржао се 1938. године.
Победили су Паул Керес и Рубен Фајн испред Михаила Ботвиника, Макс Евеа, Семјуела Решевског, светског шампиона Александра Аљехина, Хосе Раула Капабланке и Саломона Флора. Фајн је био први у првој половини турнира али губи од Кереса у седмом колу и Решевског у деветом, тако да му се на првом месту придружио Керес. Пошто је у међусобном скору било 1,5:0,5 за Кереса победник турнира је постао Паул Керес.
Турнир је очигледно организован са надом да да изазивача Аљехину, али није био званични меч кандидата. Када је ФИДЕ организовала турнир за титулу првака 1948. после смрти Аљехина (1846.) позвала је шест учесника AVRO турнира (Капабланка је такође умро). Рубен Фајн је одбио учешће јер није хтео да буде предмет шпекулација. Заменио га је Василиј Смислов.
До тада непобедиви Капабланка је имао проблема због своје болести за време турнира што је сигурно утицао на његову игру. Флор је био ометен чињеницом да је недавно окупирана од Нациста његова домовина, Чехословачка. Он је касније емигрирао у Совјетски Савез.

## Табела
| №  | Велемајстор          | Држава       | 1 | 2  | 3  | 4  | 5  | 6  | 7  | 8  |  | Поени |
| -- | -------------------- | ------------ | - | -- | -- | -- | -- | -- | -- | -- |  | ----- |
| 1. | Паул Керес           | Естонија     |   | 1½ | 1  | 1  | 1½ | 1  | 1½ | 1  |  | 8.5   |
| 2. | Рубен Фајн           | САД          | ½ |    | 1½ | 1  | 1  | 2  | 1  | 1½ |  | 8.5   |
| 3. | Михаил Ботвиник      | СССР         | 1 | ½  |    | ½  | 1½ | 1½ | 1½ | 1  |  | 7.5   |
| 4. | Макс Еве             | Холандија    | 1 | 1  | 1½ |    | ½  | ½  | 1  | 1½ |  | 7.0   |
| 5. | Семјуел Решевски     | САД          | ½ | 1  | ½  | 1½ |    | 1  | 1  | 1½ |  | 7.0   |
| 6. | Александар Аљехин    | Француска    | 1 | 0  | ½  | 1½ | 1  |    | 1½ | 1½ |  | 6.0   |
| 7. | Хосе Раул Капабланка | Куба         | ½ | 1  | ½  | 1  | 1  | ½  |    | 1½ |  | 6.0   |
| 8. | Сало Флор            | Чехословачка | 1 | ½  | 1  | ½  | ½  | ½  | ½  |    |  | 4.5   |